# Phá tứ cựu

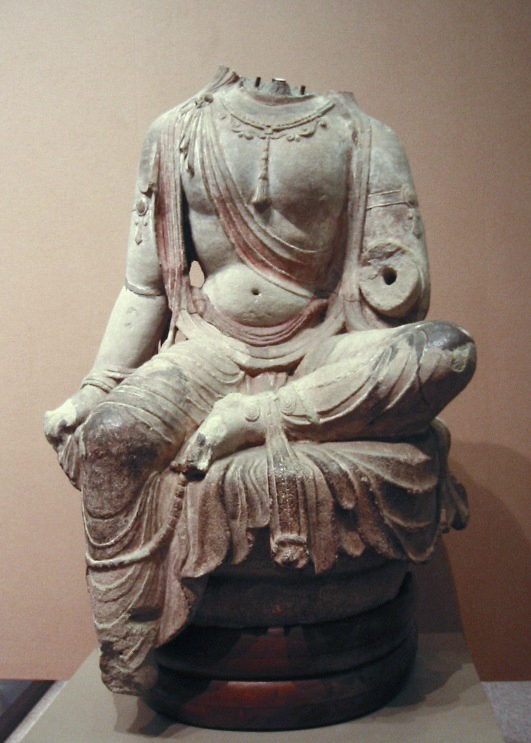
Một bức tượng Phật Bồ Tát Trung Quốc từ thời nhà Đường (618-907 CE) cũng bị "tiêu diệt" trong thời kỳ Cách mạng văn hóa

Phá trừ cựu tư tưởng, cựu văn hóa, cựu phong tục, cựu tập quán (破除舊思想、舊文化、舊風俗、舊習慣) hoặc Phá tứ cựu, lập tứ tân (tiếng Trung: 破四舊、立四新) là khẩu hiệu hành động của trào lưu Cách mạng văn hóa. Bốn điều cần tiêu diệt này là tất cả "tư duy cũ", tất cả "văn hóa cũ", tất cả "thói quen", tất cả "phong tục cũ" tại Trung Quốc. Năm 1966, vào lúc bắt đầu của cuộc Cách mạng Văn hóa, Mao Trạch Đông và Lâm Bưu đã phát động một chiến dịch chống lại bốn cái cũ cùng lúc với Bốn dọn dẹp, với mục đích để thoát khỏi những khuôn mẫu Trung Quốc cũ và tạo ra một nề nếp mới. Chiến dịch này được phát triển và thực hiện bởi Hồng vệ binh. Những điều khoản này không được quy định cụ thể và các Hồng vệ binh đã có thể hành động tương đối tự do cũng như diễn giải quy định theo ý họ.

## Sách tham khảo
- 席宣 金春明《"文化大革命"簡史》，中共黨史出版社1996年版；
- 本報評論員《好得很》，《人民日報》社論1966年8月23日；
- 顧雙雪 孟競文《把"四舊"打個落花流水》，《人民日報》1966年8月24日。
- 《大動亂的時代》，作者王年一，河南人民出版社1988年版
- 《在慶祝無產階級文化大革命群眾大會上林彪同志的講話》，《紅旗》雜誌1966年11期
- 幾多文物付之一炬？一九六六年"破四舊"簡記  Lưu trữ ngày 24 tháng 11 năm 2010 tại Wayback Machine